# Acanthoscurria turumban
Acanthoscurria turumban is een spinnensoort uit de familie van de vogelspinnen (Theraphosidae). De wetenschappelijke naam van de soort werd voor het eerst geldig gepubliceerd in 2010 door Rodríguez-Manzanilla & Bertani.
De soort komt voor in Venezuela.